# 普爾
普爾（英語：Poole，發音：/puːl/ ⓘ）是位於英國多塞特郡沿海的大型市鎮，位於多爾切斯特以東33（21英里），與東部的伯恩茅斯毗鄰。當地議會為普爾區議會，1997年成為單一管理區，從多塞特郡議會獨立。2001年人口138,288人，是多塞特郡第二大人口聚集地。它和伯恩茅斯、克萊斯特徹奇一起組成人口40萬的東南多塞特郡組合都市。
普爾的人類活動記錄可追溯到鐵器時代，而鎮名最早出現於12世紀，并開始成為重要貿易港，以繁榮的羊毛貿易著稱。18世紀成為英國最繁榮的港口之一。二戰時期是諾曼第登陸的主要出發點之一。
普爾的天然港、燈塔和藍旗海灘提供了該鎮大部份的旅遊收入。伯恩茅斯交響樂團和皇家救生艇協會總部也位於普爾，皇家海軍在此有基地。此地高等教育機構則有伯恩茅斯藝術大學和伯恩茅斯大學。

## 歷史

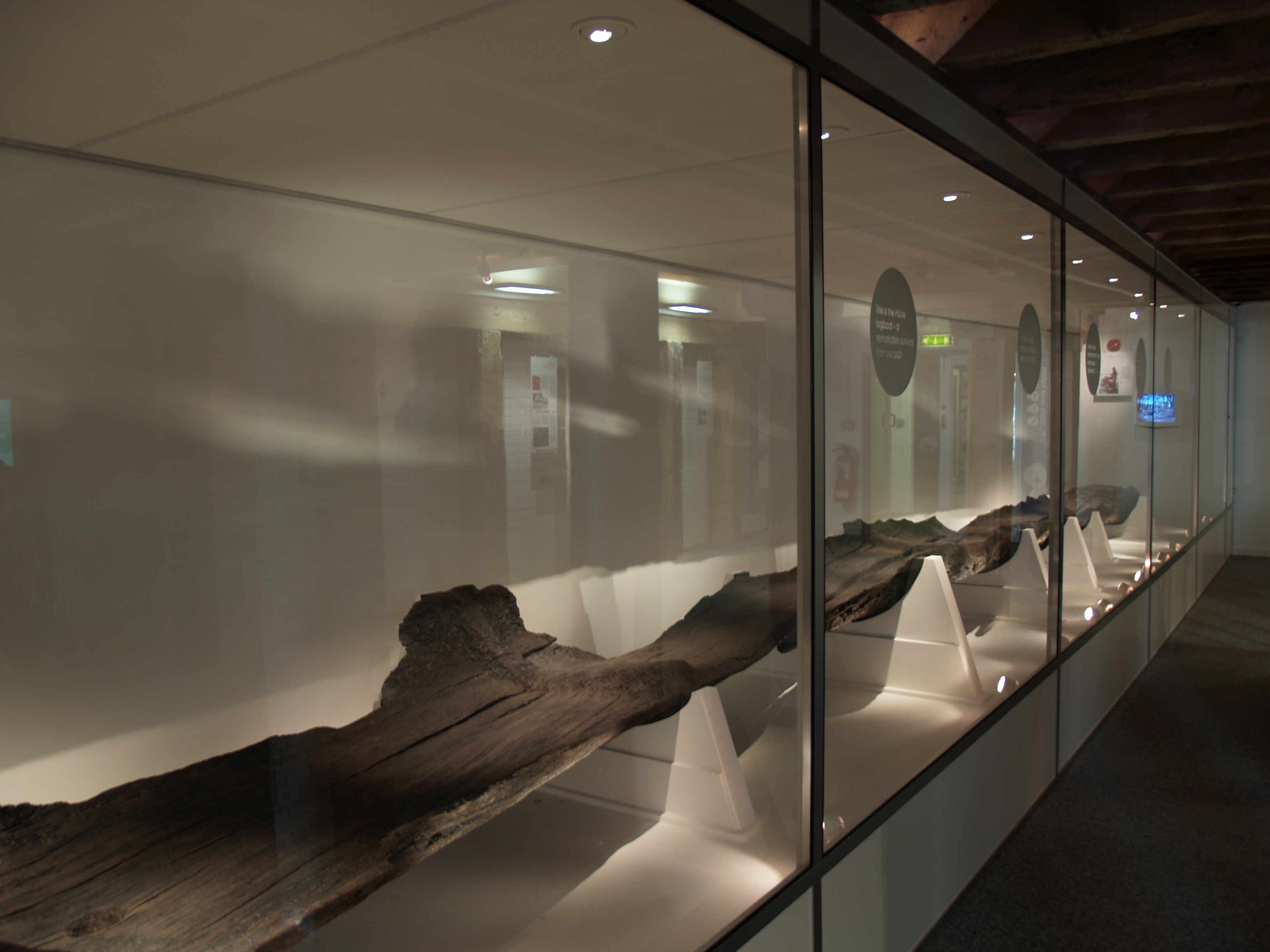
Poole Logboat，有兩千年歷史的獨木舟，發現於普爾港清淤過程中

該地的名字來自於古英語“pōl”，意為靠近池塘小溪的地方。普爾現在所在地點周圍有2,500多年的人類居住史。在公元前3世紀，凱爾特人的一支杜羅特里吉人從梅登城堡和Badbury Rings移居至弗洛姆河和普爾港一帶。羅馬人在1世紀征服不列顛時曾在此的登陸并接管了一個位於位於今鎮中心以西的哈姆斯沃西的聚居點。在盎格魯-撒克遜時期，普爾屬於韋塞克斯王國，此時已被用作港口。Guthrum和卡紐特大帝分別在876年和1015年兩次侵佔該地。
諾曼征服不列顛之後，韋勒姆的重要性衰退，普爾港開始繁榮起來。當時普爾屬於一個貴族莊園，但在末日審判書中並不專門列出。最早的提及普爾的書面記錄出現於1196年，用以描述在“La Pole”建立的圣詹姆斯教堂。1248年，莊園主William II Longespée頒佈普爾市民自由憲章，以為其參加第七次十字軍籌款。於是封建制度下的普爾擁有了一小部份的自由，市民有權任命市長并組成法庭。1433年，亨利六世授予該鎮以staple port之地位，使得該港可以出口羊毛并開始修建城牆。1568年，普爾獲得更大的自治權，得以從多塞特郡獨立，并依據伊莉莎白一世的大憲章成立郡社團（county corporate）。在英國內戰期間，因普爾清教徒的立場及商人對造船費稅的反抗導致該鎮向圓顱黨效忠。內戰中普爾並沒受到太大的戰火威脅，1646年保皇黨人在附近的考夫堡擊敗被捕。

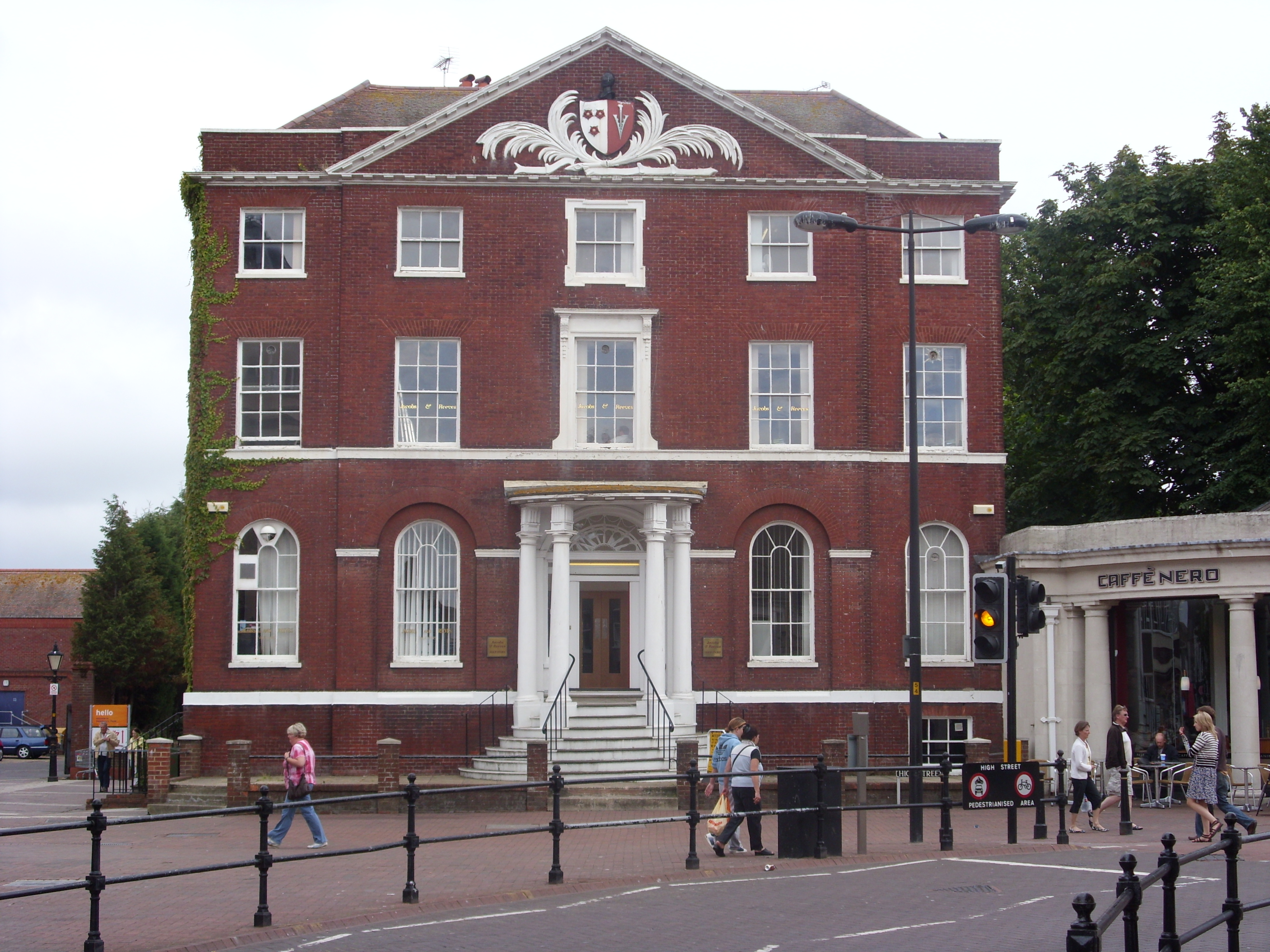
鎮中心的Beech Hurs，是一座喬治時代風格建築，由一位紐芬蘭富商建於1798年

16世紀普爾與英屬美洲殖民地有密切商業往來，其中包括紐芬蘭的漁商。但是其最繁榮時期在18世紀早期，并一直持續到19世紀早期。此時的普爾海運主要是一個三角路線，即送糧食及鹽到紐芬蘭‘將紐芬蘭的鹹魚帶回歐洲，再將歐洲的葡萄酒、橄欖油和鹽運往普爾。18世紀早期的主要交易對象是北美，普爾有大批商人在此期間發家。因此當地建築業受到了影響，很多中世紀建築被換成喬治亞式建築以及排屋。拿破崙戰爭和1812年戰爭結束了英國對紐芬蘭漁業的壟斷，因此普爾港也迅速衰退。而作為淺水港的普爾港也開始漸漸不能適應更大的船隻。
在工業革命期間，普爾鎮開始城市化，重商主義盛行并充斥著大量貧民。普爾的第一鐵路站臺漢姆沃斯鐵路站建成於1847年，1872年鐵路延伸到市中心。而相對海運的不景氣，普爾附近的沙灘和風景開始吸引各地遊客前來參觀，旅遊業便興盛起來，雖然其旅遊業一直比不上附近市鎮發達，但伯恩茅斯興盛的旅遊業使得普爾的商品製造業獲得了發展機會。
在二戰期間，普爾是D-Day登陸的第三大出發點，併為歐洲的同盟國提供補給。戰中該鎮大部份都遭到了德軍轟炸機的襲擊，二戰後更加衰敗。主要的城市更新計劃發起於1950和60年代，大量貧民窟被清除，改建現代化建築。然而很多有悠久歷史的建築也遭到了拆除。1975年市中心成立保護區以保存普爾的歷史性建築。

## 地理
普爾位於英吉利海峽沿岸，環繞普爾港東部和北部，距離倫敦西南西179（111英里）。該鎮最古老的部份處在普爾港的Holes Bay東南部。不過普爾港東部的大多數地區在20世紀中葉都進行了再開發。西部是厄普頓和科夫馬倫，北部則是斯陶爾河。 南部就是普爾灣，有著長達4.8（3.0英里）的沙灘。
普爾下轄數個村莊和村鎮：
奧爾德尼 – 貝爾伍德 – 布蘭克瑟姆 – 布蘭克瑟姆公園 – 布羅德斯通 – 坎福德懸崖 – 坎福德荒野 – Creekmoor – Fleetsbridge – 漢姆沃斯 – 利特利普 – Longfleet – Merley – 新鎮 – 奧克達 – 帕克斯通 – Penn Hill – Sandbanks – Sterte – Talbot Village – 威利斯頓 – 滑鐵盧 – Whitecliff

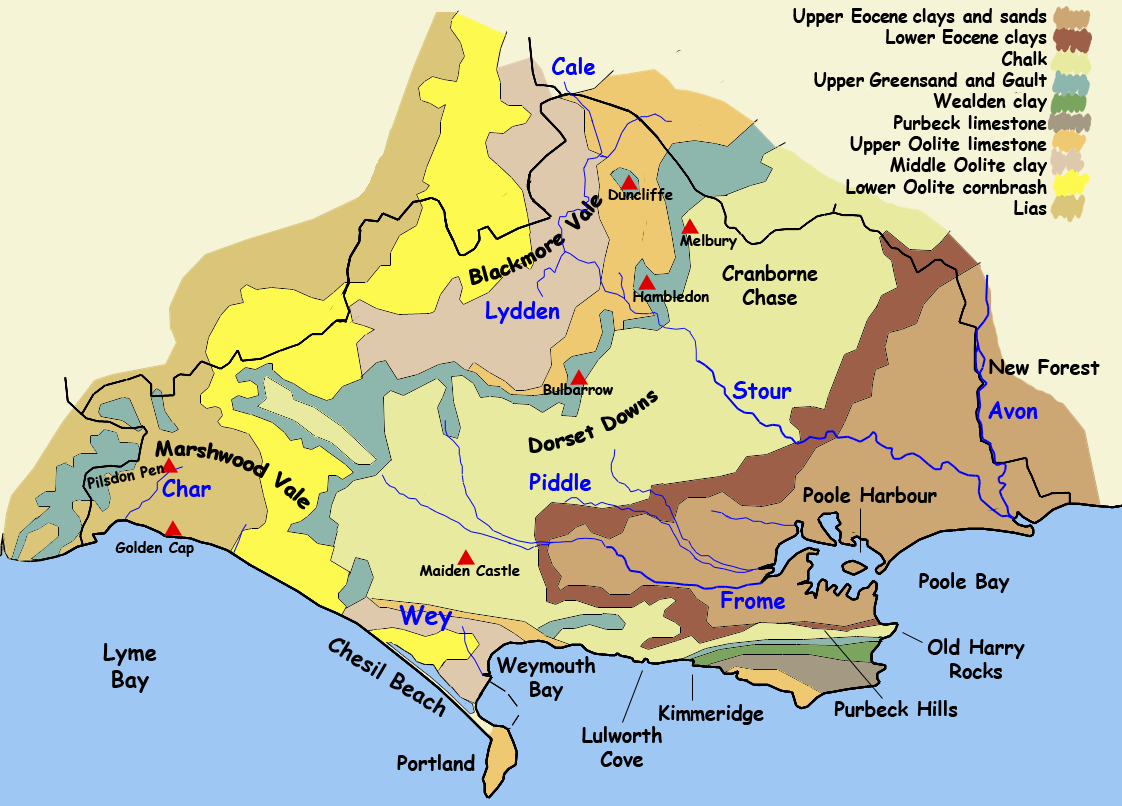
普爾的始新世粘土

普爾主要地貌是低地石南荒原。由於城市發展的緣故，這些自然景觀都遭到了一定成的破壞，不過當地還是有零散的特別保護地區。地質則是不牢固的始新世粘土層（主要是倫敦粘土和重粘土）和砂石。弗洛姆河流經普爾，將脆弱的地表劃分成一塊塊河口平原。河口處有嘴狀沙洲。
普爾港是歐洲最大的天然港，是僅次於傑克遜港的世界第二大天然港。普爾港有著極高的生態重要性，此地的鹽鹼灘和泥沼為許多種候鳥提供了棲息之所，同時也是具特殊科學價值地點、濕地公約特別保護地區和傑出自然風景區。普爾港極淺、面積約有38平方（15平方英里），主要航運通道深為7.5（25英尺），港口平均深度為48（1.57英尺）。普爾還包含數個島嶼，其中最大的是白浪島。該島是童軍運動發源地。英國最大的陸上油田位於海港南部。
普爾以東是UNESCO世界遺產侏羅紀海岸，有著豐富的化石。西南海岸步道從薩默塞特郡邁恩黑德延伸至此，長達1,014（630英里），是英格蘭最長的國家步道。

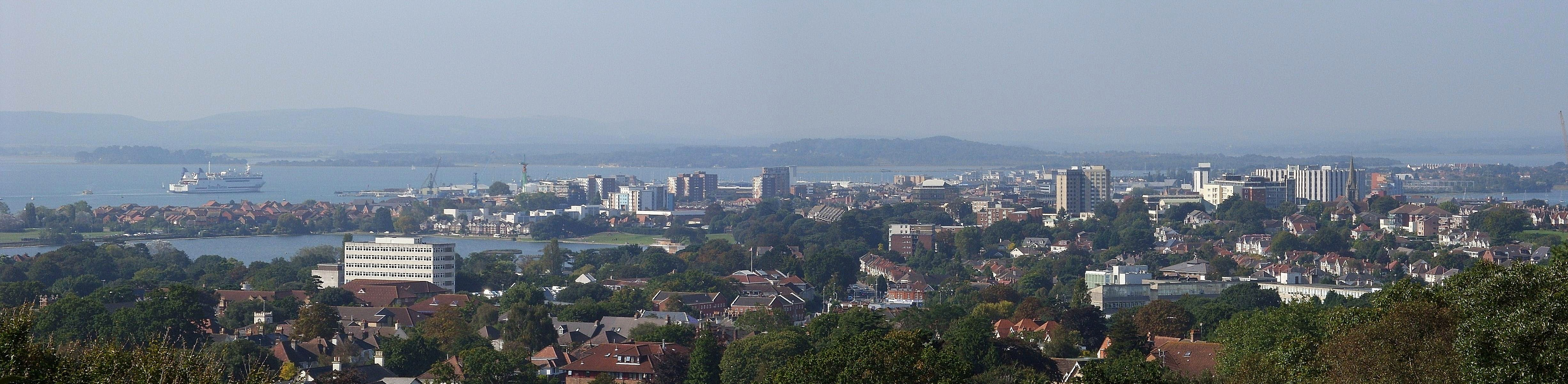
從帕克斯通看普爾

### 氣候
由於坐落在英格蘭南岸，普爾的氣候全年都很溫和。1971年至2000年的年平均溫度在10.2 至 12 °C（50.4 到 53.6 °F）之間。最暖的月份是七月和八月，平均氣溫為12—22 °C（54—72 °F），最冷月為一月和二月，平均氣溫為2—8.3 °C（35.6—46.9 °F）。海水表面溫度在二月間平均為6.9 °C（44.4 °F），八月間為18.5 °C（65.3 °F）。平均年降雨量為592.6（23.33英寸），低於英國平均年降雨量1,126（44.3英寸）。
| 多塞特郡普爾      | 多塞特郡普爾 | 多塞特郡普爾 | 多塞特郡普爾 | 多塞特郡普爾 | 多塞特郡普爾 | 多塞特郡普爾 | 多塞特郡普爾 | 多塞特郡普爾 | 多塞特郡普爾 | 多塞特郡普爾 | 多塞特郡普爾 | 多塞特郡普爾 | 多塞特郡普爾  |
| 月份              | 1月          | 2月          | 3月          | 4月          | 5月          | 6月          | 7月          | 8月          | 9月          | 10月         | 11月         | 12月         | 全年          |
| ----------------- | ------------ | ------------ | ------------ | ------------ | ------------ | ------------ | ------------ | ------------ | ------------ | ------------ | ------------ | ------------ | ------------- |
| 平均高温 °C（°F） | 8 (46)       | 8 (46)       | 11 (52)      | 13 (55)      | 17 (63)      | 19 (66)      | 22 (72)      | 22 (72)      | 19 (66)      | 15 (59)      | 11 (52)      | 9 (48)       | 14.5 (58.1)   |
| 平均低温 °C（°F） | 2 (36)       | 2 (36)       | 3 (37)       | 4 (39)       | 7 (45)       | 10 (50)      | 12 (54)      | 12 (54)      | 10 (50)      | 7 (45)       | 4 (39)       | 3 (37)       | 6.3 (43.3)    |
| 平均降水量 mm（） | 62.9 (2.48)  | 50.3 (1.98)  | 40.7 (1.60)  | 45.5 (1.79)  | 29.2 (1.15)  | 35.6 (1.40)  | 31.8 (1.25)  | 35.5 (1.40)  | 51.5 (2.03)  | 73.5 (2.89)  | 69.0 (2.72)  | 67.2 (2.65)  | 592.6 (23.33) |
| 来源：MSN         |              |              |              |              |              |              |              |              |              |              |              |              |               |

## 政府

### 議會
1997年4月1日，根據英格蘭地方政府委員會評估結果，普爾成為單一管理區並再次從多塞特郡的行政管理體制中獨立了出來。同時其全稱也改回其在1888年當地政府法案頒佈之前作為郡社團（county corporate）時所用的“Borough and County of the Town of Poole”。根據英國當地政府選舉，在16個區（ward）中，共42名議員每個四年選舉一次。普爾的治安官自1568年就有設立，是全國僅有的15個治安官之一。

## 經濟
| 普爾的就業結構 | 普爾的就業結構 | 普爾的就業結構 | 普爾的就業結構 |
| -------------- | -------------- | -------------- | -------------- |
| 部門           | 普爾           | 多塞特郡       | 大不列顛       |
| 農業           | 0.1%           | 0.4%           | 0.9%           |
| 能源與水       | 1.1%           | 0.6%           | 0.8%           |
| 製造業         | 16.8%          | 13.4%          | 13.4%          |
| 建築           | 3.3%           | 4.0%           | 4.5%           |
| 服務業         | 78.7%          | 81.7%          | 80.5%          |

相對多塞特郡其他地區來說，普爾的經濟發展比較平衡。1960年代第二產業開始繁榮，1980和90年代第三產業後來居上。雖然自60年代以來製造業就業人數一直處於下降中，但在2002年仍有17%的普爾人就職于製造業。世界最大的豪華遊艇製造商聖汐克總部位於普爾，在當地船塢有超過1,800名僱員。2004年為當地經濟貢獻1.6億英鎊。其他大型製造廠包括Sealed Air、Mathmos、西門子和Ryvita等。普爾有東南多塞特郡最大的工業區。

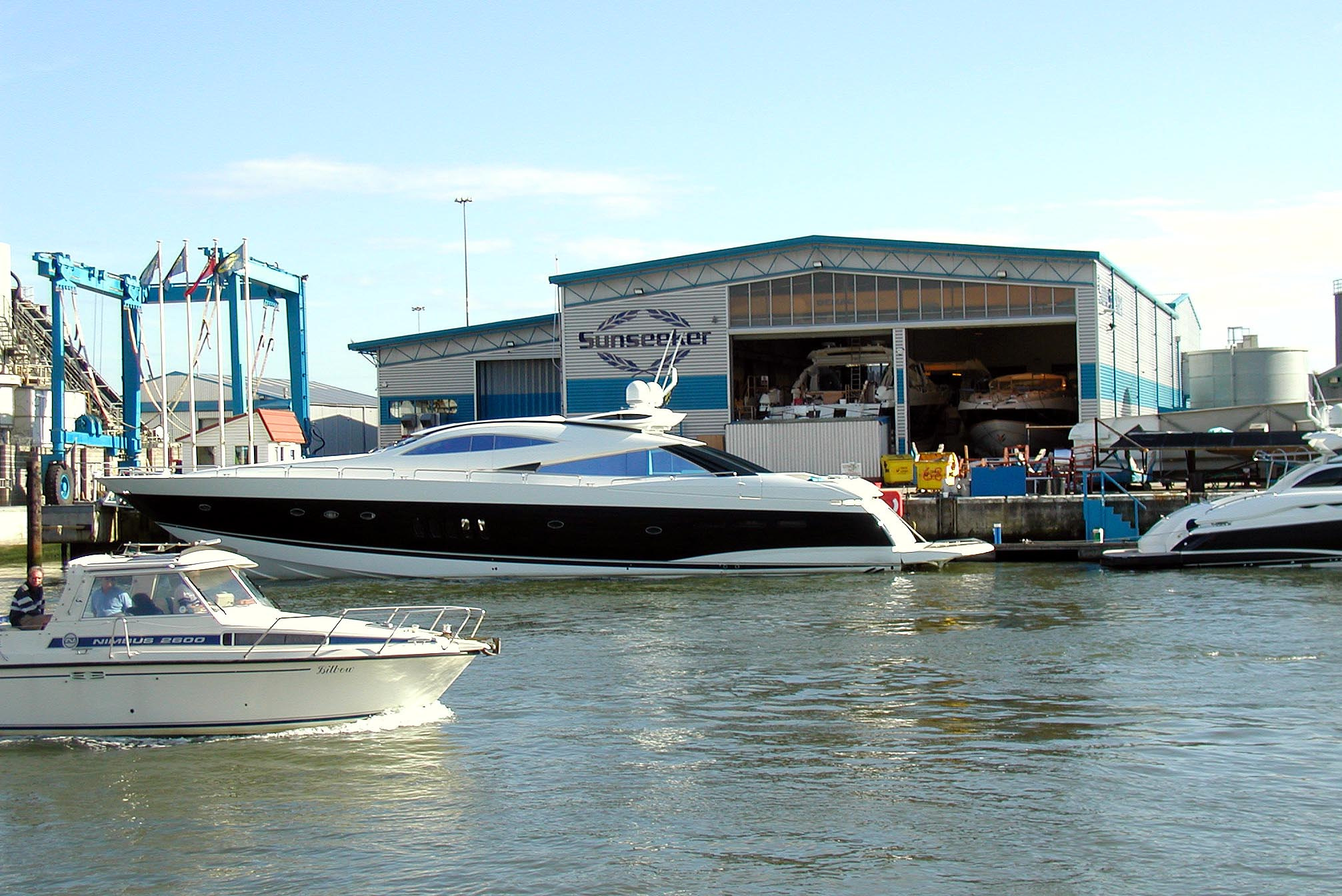
普爾碼頭的聖汐克船塢

服務業也是普爾的支柱產業，大量員工就職于當地住戶服務經濟和旅遊業部門。1970年代普洱的低限制區域規劃政策使得許多倫敦的工廠搬遷至該地，例如一些銀行和經融服務公司。而實際上巴克萊銀行最初的總部就位於普爾。默林娛樂公司總部也坐落於此。海豚購物中心（Dolphin Shopping Centre）是多塞特郡最大的市內購物中心。旅遊業的重要性也不可忽視，2002年當地旅遊業收入達1.58億英鎊。而主要景點則是普爾港、碼頭、瓷器場和海灘。

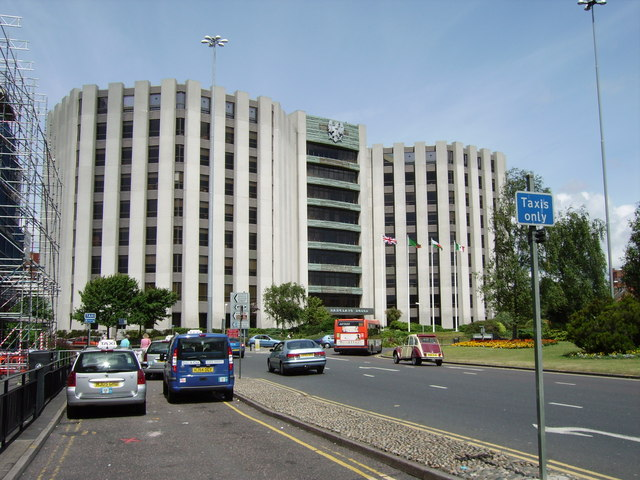
鎮中心的巴克萊大樓

1970年左右，爲了繼續發展海運，普爾投資新建了港口建築并加深了航道，使得跨海峽貨運及客運流量增加。普爾港也是英國許多進口散裝貨的進口港。當地有定期往返瑟堡、聖馬洛和海峽群島的商業遊輪。1954年皇家海軍建立駐地RM Poole。此外普爾港也是一個重要的漁港。當地的漁船隊是英國最大的業內船隊之一，然而由於燃油費和歐盟的共同漁業政策，這隻船隊已經開始衰退。

## 教育
普爾有十六所一級學校、八所中學、七所一體學校、八所中等學校和語法學校、五所特別學校、兩所獨立學校和一所繼續教育學院。較著名的坎福德學院是一所由當地教育部門管理的寄宿學校，兩所語法學校則是要求嚴格的精英中學。普爾高中是當地最大的中學，約有學員1,660人。伯恩茅斯和普爾學院是全英最大的繼續教育學院，為多塞特郡提供學術及短期教育。
2007年普爾的英國普通中等教育證書成績在英格蘭148個地區排名第8。帕克斯通語法學校成績最好，其全部學生都得到了全部為C級以上的成績。普爾高中只有39%，而最差的羅斯摩爾社區學院（Rossmore Community College）只有19%。普爾語法學校在A-level成績上也有出色表現。
伯恩茅斯大學是一所在1992年獲得大學資格的新大學，主校區位於普爾。其強項是媒體相關專業。伯恩茅斯藝術大學成立於2012年，提供藝術、設計和媒體相關專業。

## 姊妹鎮
普爾與以下地區有姊妹關係：
- 瑟堡，法國（1977年）[59][60][61]